# Polo pe apă la Jocurile Olimpice de vară din 2016

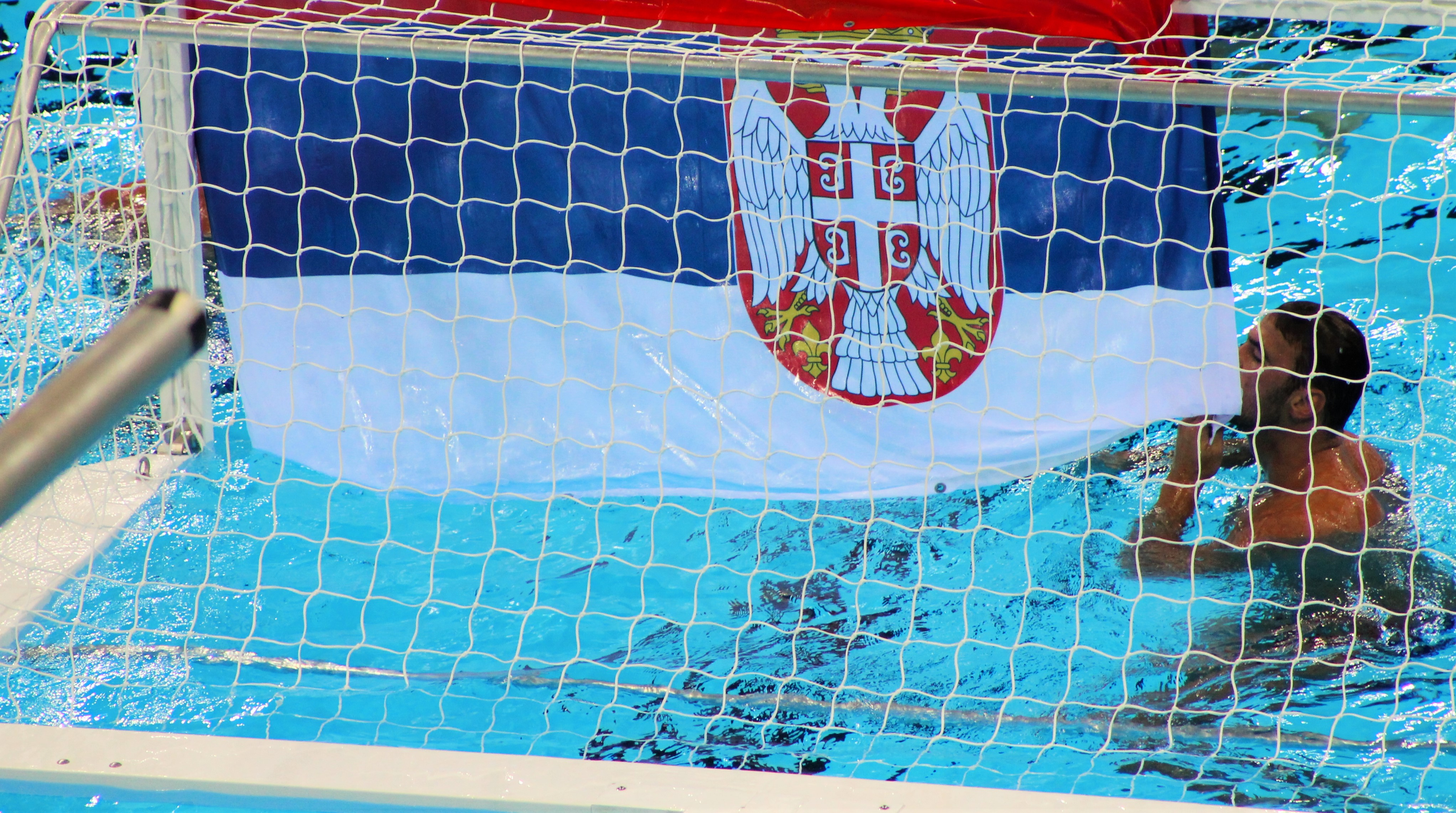
Steagul Serbiei în Competiția de polo pe apă de la Jocurile Olimpice de vară din 2016

Competiția de polo pe apă la Jocurile Olimpice de vară din 2016 s-au desfășurat în perioada 6 - 20 august. Douăsprezece echipe au concurat în turneul masculin și opt au concurat în turneul feminin. Meciurile preliminare au avut loc pe Centrul Acvatic „Maria Lenk” din Barra da Tijuca, finalele fiind organizate pe Stadionul Acvatic Olimpic.

## Calificări

### Turneul masculin
| Calificare                           | Dată                   | Gazdă     | Locuri | Calificate                 |
| ------------------------------------ | ---------------------- | --------- | ------ | -------------------------- |
| Țara gazdă                           | 2 octombrie 2009       | Copenhaga | 1      | Brazilia                   |
| Liga Mondială FINA 2015              | 23–28 iunie 2015       | Bergamo   | 1      | Serbia                     |
| Jocurile Pan Americane 2015          | 7–15 iulie 2015        | Toronto   | 1      | Statele Unite ale Americii |
| Campionatele Mondiale FINA 2015      | 27 iulie–8 august 2015 | Kazan     | 2      | Croația                    |
| Campionatele Mondiale FINA 2015      | 27 iulie–8 august 2015 | Kazan     | 2      | Grecia                     |
| Turneul de calificare - zona Oceania | 19 octombrie 2015      | Perth     | 1      | Australia                  |
| Campionatul Asiatic 2015             | 16–20 december 2015    | Foshan    | 1      | Japonia                    |
| Campionatul European 2016            | 10–23 ianuarie 2016    | Belgrad   | 1      | Muntenegru                 |
| Turneul Mondial de Calificare        | 3–10 aprilie 2016      | Trieste   | 4      | Ungaria                    |
| Turneul Mondial de Calificare        | 3–10 aprilie 2016      | Trieste   | 4      | Italia                     |
| Turneul Mondial de Calificare        | 3–10 aprilie 2016      | Trieste   | 4      | Spania                     |
| Turneul Mondial de Calificare        | 3–10 aprilie 2016      | Trieste   | 4      | Franța                     |
| Total                                |                        |           | 12     |                            |

### Turneul feminin
| Calificare                           | Dată                 | Gazdă     | Locuri | Calificate                 |
| ------------------------------------ | -------------------- | --------- | ------ | -------------------------- |
| Țara gazdă                           | 2 octombrie 2009     | Copenhaga | 1      | Brazilia                   |
| Turneul de calificare - zona Oceania | 19 octombrie 2015    | Perth     | 1      | Australia                  |
| Campionatul Asiatic 2015             | 16–17 decembrie 2015 | Foshan    | 1      | China                      |
| Campionatul European 2016            | 10–22 ianuarie 2016  | Belgrad   | 1      | Ungaria                    |
| Turneul Mondial de Calificare        | 3–10 aprilie 2016    | Trieste   | 4      | Statele Unite ale Americii |
| Turneul Mondial de Calificare        | 3–10 aprilie 2016    | Trieste   | 4      | Italia                     |
| Turneul Mondial de Calificare        | 3–10 aprilie 2016    | Trieste   | 4      | Rusia                      |
| Turneul Mondial de Calificare        | 3–10 aprilie 2016    | Trieste   | 4      | Spania                     |
| Total                                |                      |           | 8      |                            |

## Medaliați
| Event    | Aur | Argint | Bronz |
| Masculin | Serbia (SRB) · Gojko Pijetlović · Dušan Mandić · Živko Gocić · Sava Ranđelović · Miloš Ćuk · Duško Pijetlović · Slobodan Nikić · Milan Aleksić · Nikola Jakšić · Filip Filipović · Andrija Prlainović · Stefan Mitrović · Branislav Mitrović                             | Croația (CRO) · Josip Pavić · Damir Burić · Antonio Petković · Luka Lončar · Maro Joković · Luka Bukić · Xavier García · Andro Bušlje · Sandro Sukno · Ivan Krapić · Anđelo Šetka · Marko Macan · Marko Bijač                                               | Italia (ITA) · Stefano Tempesti · Francesco Di Fulvio · Niccolò Gitto · Pietro Figlioli · Alessandro Velotto · Michael Bodegas · Andrea Fondelli · Valentino Gallo · Christian Presciutti · Nicholas Presciutti · Matteo Aicardi · Alessandro Nora · Marco Del Lungo |
| Feminin  | Statele Unite ale Americii (USA) · Samantha Hill · Madeline Musselmann · Melissa Seidemann · Rachel Fattal · Aria Fischer · Maggie Steffens · Courtney Mathewson · Kiley Neushul · Caroline Clark · Kaleigh Gilchrist · Makenzie Fischer · Kami Craig · Ashleigh Johnson | Italia (ITA) · Giulia Gorlero · Chiara Tabani · Arianna Garibotti · Elisa Queirolo · Federica Radicchi · Rosaria Aiello · Tania Di Mario · Roberta Bianconi · Giulia Enrica Emmolo · Francesca Pomeri · Aleksandra Cotti · Teresa Frassinetti · Laura Teani | Rusia (RUS) · Anna Ustyukhina · Maria Borisova · Ekaterina Prokofyeva · Elvina Karimova · Nadezhda Fedotova · Olga Belova · Ekaterina Lisunova · Anastasia Simanovich · Anna Timofeeva · Evgenia Soboleva · Evgeniya Ivanova · Anna Grineva · Anna Karnaukh          |

## Clasament pe medalii
| Loc   | Țară                       | Aur | Argint | Bronz | Total |
| ----- | -------------------------- | --- | ------ | ----- | ----- |
| 1     | Serbia                     | 1   | 0      | 0     | 1     |
| 1     | Statele Unite ale Americii | 1   | 0      | 0     | 1     |
| 3     | Italia                     | 0   | 1      | 1     | 2     |
| 4     | Croația                    | 0   | 1      | 0     | 1     |
| 5     | Rusia                      | 0   | 0      | 1     | 1     |
| Total | Total                      | 2   | 2      | 2     | 6     |